# Fischerhammer
Fischerhammer ist ein Gemeindeteil des Marktes Tännesberg im Landkreis Neustadt an der Waldnaab (Oberpfalz, Bayern).

## Geographie
Der Weiler mit drei Anwesen liegt direkt am Fluss Pfreimd am Fuße des Woppenriether Berges. Etwa 300 Meter südlich von Fischerhammer führt die Bundesstraße 22 vorbei. Der Weiler ist über eine Gemeindeverbindungsstraße zu erreichen.

## Geschichte
Fischerhammer wird in älteren Urkunden auch als Hammer Woppenrieth bezeichnet. Die Ortschaft Woppenrieth liegt rund 600 Meter östlich von Fischerhammer am Woppenriether Berg. Ein Salbuch, ein Verzeichnis von Grundstücken und rechtlichen Verbindlichkeiten, aus der Mitte des 16. Jahrhunderts beschreibt Fischerhammer unter der Bezeichnung Hammer Woppenrieth mit einem Anwesen, dem Hammer am Fluss Pfreimd.

### Einwohnerentwicklung
Das Haus- und Rustikalsteuerverzeichnis von 1810/11 nennt ein Anwesen, einen öden Hammer mit Mühle. In Fischerhammer befand sich das abgegangene Schloss Fischerhammer. Zur Volkszählung 1987 gab es in der Einöde Fischerhammer zwei Anwesen mit 14 Einwohnern. Das dritte Anwesen im Ort entstand um 1990, wie der Vergleich der Topografischen Karten von 1986 und 1994 zeigt.

### Steuerdistrikt
Das Königreich Bayern wurde 1808 in 15 Kreise eingeteilt. Diese Kreise wurden nach französischem Vorbild nach Flüssen benannt (Naabkreis, Regenkreis, Unterdonaukreis usw.). Die Kreise gliederten sich in Landgerichte. Die Bezirke wiederum sollten in einzelne Gemeindegebiete eingeteilt werden. Im Landgericht Vohenstrauß entstanden im Jahre 1808 so insgesamt 47 Steuerdistrikte. Einer dieser Distrikte war Kleinschwand mit den Orten Kleinschwand, Voitsberg, Woppenrieth, Hammer Böhmischbruck, Hammer Woppenrieth (Fischerhammer) und Kainzmühle.

### Gemeindebildung
In der im Jahre 1821 abgeschlossenen Gemeindebildung entstand die Gemeinde Woppenrieth mit den Gemeindeteilen Woppenrieth, Fischerhammer und Kainzmühle. 1946 wurden von der aufgelösten Gemeinde Woppenrieth, Fischerhammer und Kainzmühle in die Gemeinde Döllnitz eingegliedert. Gebietsteile der aufgelösten Gemeinde Döllnitz, darunter Fischerhammer, wurden am 1. Juli 1976 nach Tännesberg eingemeindet.